# Пайне (річка)

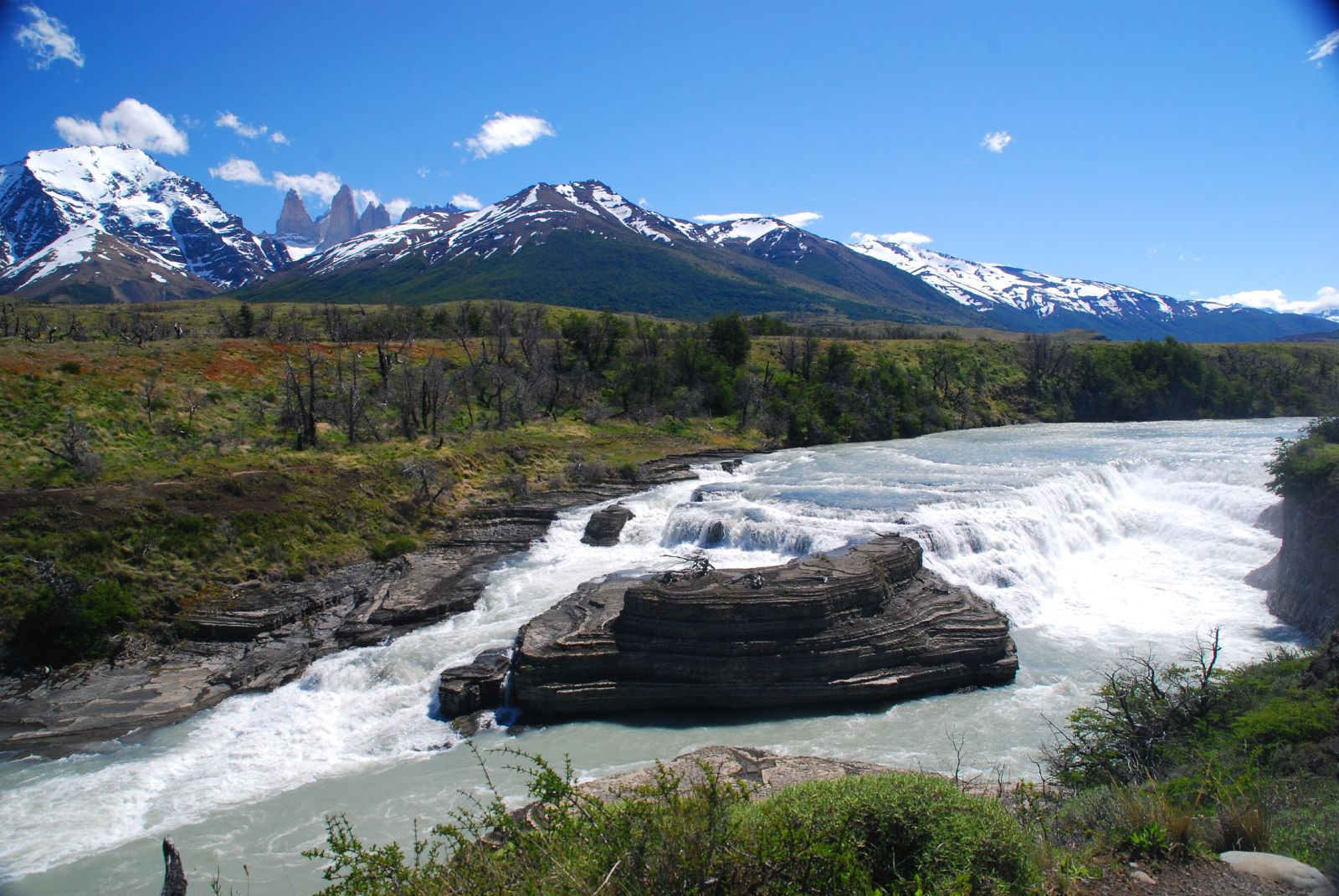
Каскад на річці Пайне

Карта національного парку Торрес-дель-Пайне з озером Діксон, джерелом Ріо-Пайне, угорі

Річка Пайне (Río Paine) — річка, розташована в регіоні Магальянес, Чилі. Річка бере свій початок в озері Діксон і тече на схід 9 км до озера Пайне. Протікаючи через озеро, річка біжить 15 км, спочатку на південь, а потім на захід до озера Норденшельд. Ця частина русла річки включає каскад Пайне.
Від гирла озера Норденшельд річка тече на невеликій відстані, впадаючи в озеро Пехое. У цьому районі річка утворює водоспад, відомий як Сальто-Гранде. Уздовж річки Пейн, а особливо в околицях Сальто-Гранде, є різноманітні форми природної рослинності, а також деякі види тварин включаючи дике гуанако. Після виходу з озера Пехое річка утворює ще один водоспад під назвою Сальто-Чіко і протікає останні 6 км до впадіння в озеро Дель-Торо. Нижня його течія широка і глибока.
По своєму руслу річка межує з Кордильєрами-дель-Пайне.
Paine означає «синій» рідною мовою теуельче (аонікенк) і вимовляється як PIE-nay.